# Laser Helium-Neon
Laser He-Ne là loại laser sử dụng các mức năng lượng của nguyên tử hay phân tử, sử đảo lộn tích lũy trong hệ các mức nguyên tử hay phân tử là kết quả của quá trình trao đổi năng lượng.
Môi trường laser bao gồm hỗn hợp khí nguyên tử He và Ne ở áp suất toàn phần thấp (một – vài chục Torr). Các dịch chuyển quang học cho bức xạ laser xảy ra trong các nguyển tử Ne. Khí He làm vai tró khí đệm, tiếp nhận năng lượng kích thích do quá trình phóng điện  trong ống laser và truyền năng lượng kích thích này chó các nguyên tử khí Ne đang ở trạng thái cơ bản nhờ va chạm không đàn hồi. Sự trao đổi năng lượng thực hiện giữa mức siêu bền 21S của He với mức 3s của Nê-ông. Sự dích chuyển từ 3s xuống các mức của 2p có thể cho các bức xạ ở bước sóng 6328, 6320, 5941 và 5435Ȧ (sự dịch chuyển từ 3s xuống 3p cho bức xạ 3,39 µm). Công suất bức xạ với các vạch trong vùng khả kiến thường là nhỏ từ 1 đến 10 mW ở chế độ liên tục; nếu người ta tăng dòng phóng điện hay áp suất của khí thì sẽ xuất hiện các cơ chế phá hủy mức siêu bền. Laser này có thể hoạt động ở chế độ đa mode; đó là trường hợp các laser thường thấy với giá thành khoảng dưới 1000 USD. Nó có thể hoạt động ở chế độ đơn mode để thu được tần số khá ổn định.
Sự chuyển cộng hưởng năng lượng là rất đặc biệt trong trường hợp He-Ne. Theo các điều kiện phóng điện, một trong các cơ chế chuyển có thể là rất dễ dàng và ta thu được các phát xạ hoặc ở 1,14 µm hoặc ở 0,632 µm và 3,39 µm.